# Plumpton (Cumbria)
Plumpton is een dorpje in het  Engels district Eden in het graafschap Cumbria, het ligt aan de A6 tussen Penrith  en de Carlisle aan de oostkant van de rivier Petteril. Het dorpje ligt in de civil parish Hesket.
Plumpton heeft een oude kerk.